# دیکسفیلد (مین)
دیکسفیلد(به انگلیسی: Dixfield) شهری در ایالت مین کشور ایالات متحده آمریکا است که جمعیت آن در سرشماری سال ۲۰۱۰ میلادی، ۱٬۰۷۶ نفر بوده‌است.